# František Jiránek
František Jiránek (Lomnice nad Popelkou, a mai Csehország területén, 1698. július 24. – Drezda, 1778) egy eddig kevéssé ismert cseh nemzetiségű, késő barokk zeneszerző.

## Élete

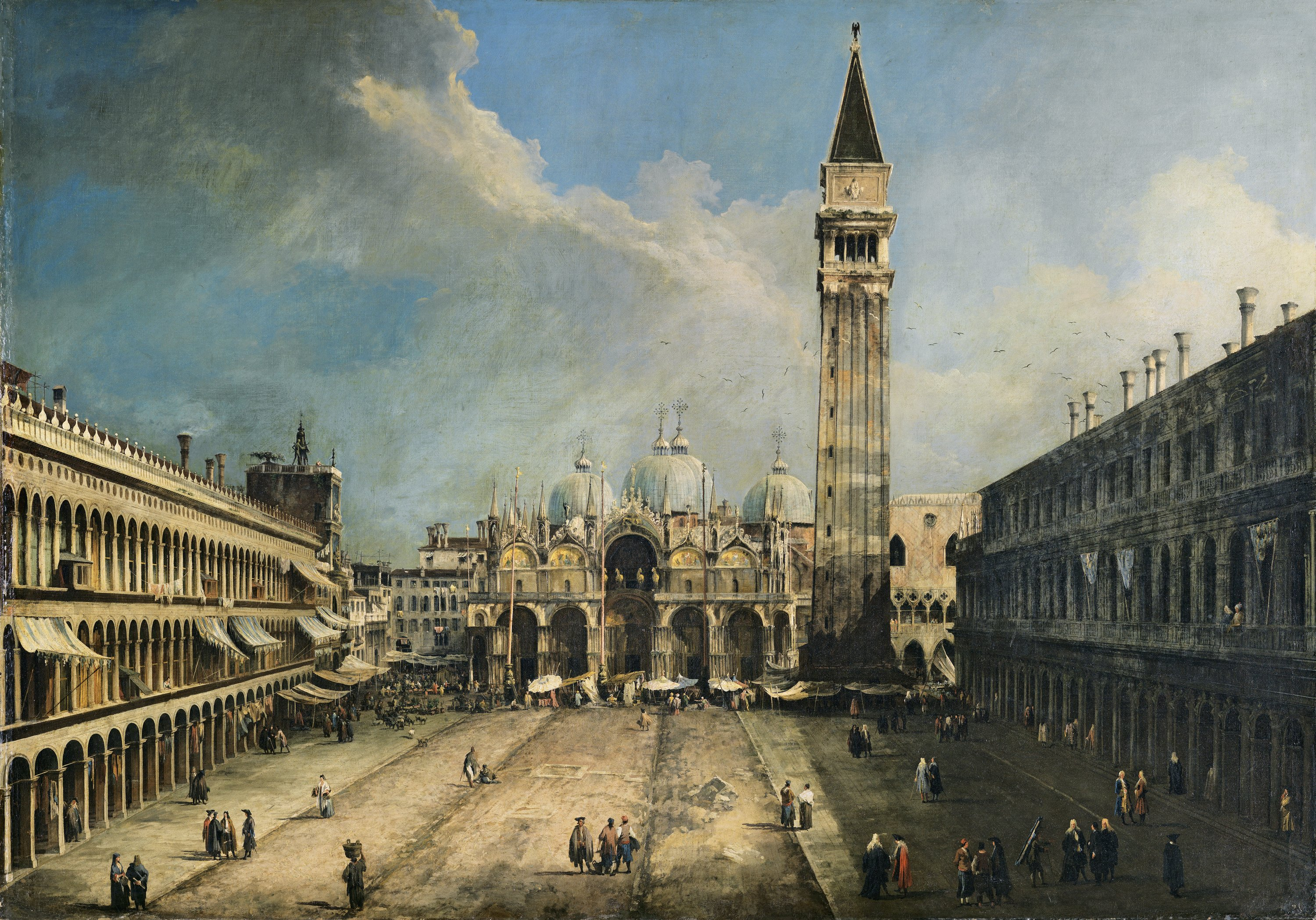
A Szent Márk tér Vivaldi korában, Canaletto (1697–1768) festményén (Thyssen-Bornemisza gyűjtemény, Madrid)

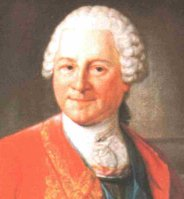
Heinrich von Brühl a szász miniszterelnök

Wenzel Morzin, gróf alkalmazottainak gyermekeként élt a gróf környezetében. Ez lehetővé tette számára, hogy Wenzel Morzin, gróf hároméves, (1724-1726) velencei tartózkodása kapcsán megismerhesse Antonio Vivaldi zenéjét és az hatással legyen rá. Antonio Vivaldi híres A 4 évszak című hegedűversenyeit Morzin grófnak ajánlotta. Jiránek több fagott versenyművét Velencében írta.
1726-ban visszatért Prágába, Morzin gróf kápolnájában kapott állást. Ebben a kápolnában működött korábban Antonín Reichenauer és rövid ideig Johann Friedrich Fasch is. Morzin gróf halála után 1737-ben elhagyta Prágát, Heinrich von Brühl szász miniszterelnök meghívására Drezdába költözött, ahol templomi zenészként működött. Drezdában élt 1778-ban bekövetkezett haláláig.

## Művei
Művei kizárólag instrumentális zenéből állnak: hegedűszonáták, triószonáták, szimfóniák és versenyművek, melyeknek stílusa egyértelműen megerősíti azt a feltételezést, hogy Antonio Vivaldi tanítványa volt. Jiránek műveit a fent jelzett, Vivalditól tanult stílus mellett egy bizonyos személyes, cseh karakter is jellemzi.

## Érdekesség
A Collegium Marianum cseh zenekar a 2010-ben megjelent Supraphon lemezen adta ki az első felvételeket Jiránek műveiből.

## Fordítás
- Ez a szócikk részben vagy egészben  a   František Jiránek című német Wikipédia-szócikk ezen változatának fordításán alapul.  Az eredeti cikk szerkesztőit annak laptörténete sorolja fel. Ez a jelzés csupán a megfogalmazás eredetét és a szerzői jogokat jelzi, nem szolgál a cikkben szereplő információk forrásmegjelöléseként.